# Thuisbevalling

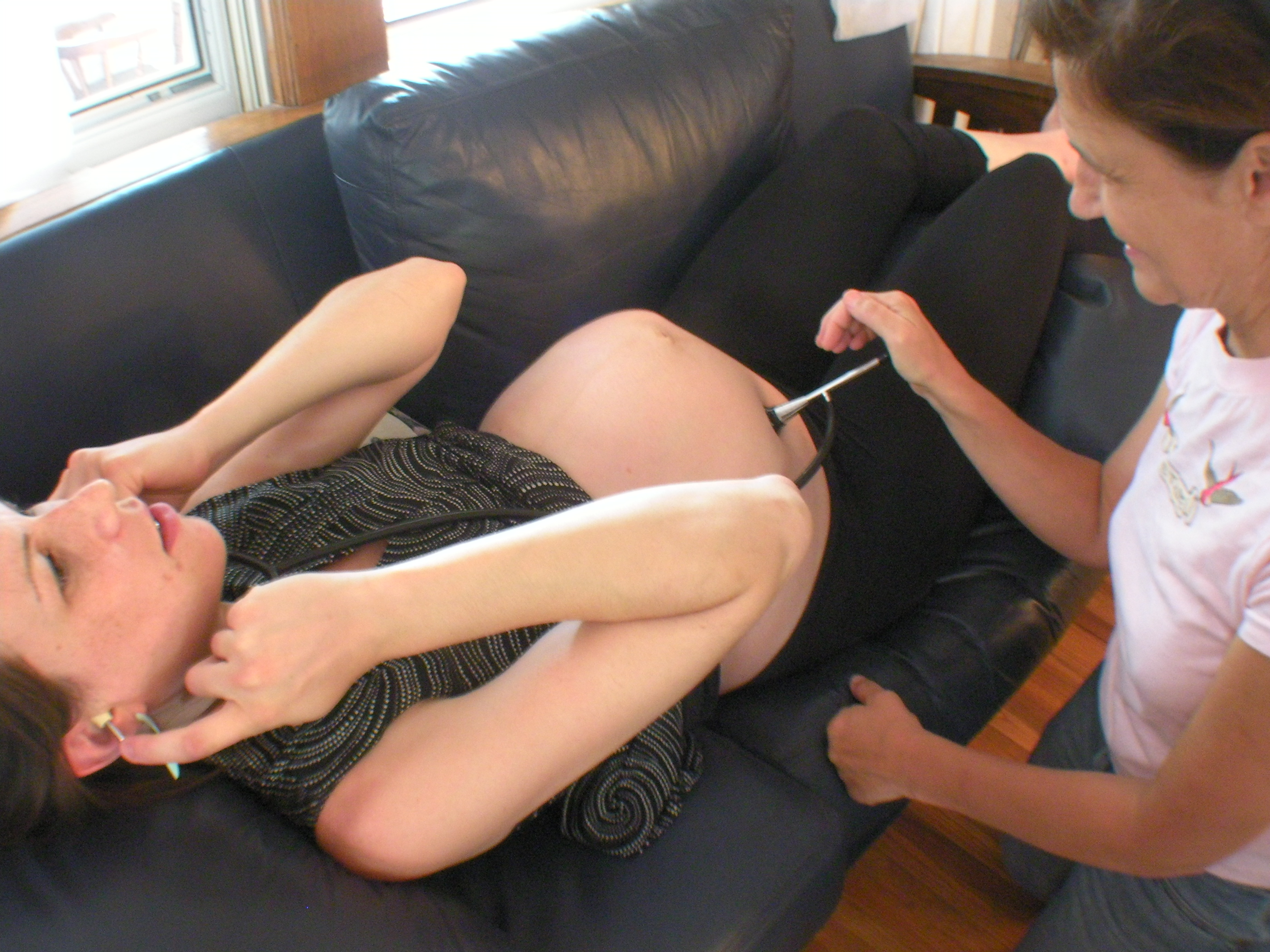
Thuisbevalling met verloskundige

Een thuisbevalling is een bevalling die in het eigen woonhuis plaatsvindt onder begeleiding van een verloskundige. Een thuisbevalling is verantwoord en te prefereren wanneer er geen risicovolle complicaties bij moeder en kind zijn geconstateerd. Bij bepaalde complicaties moet gedurende de bevalling alsnog overgegaan worden tot een klinische of poliklinische bevalling.